# Phanaeus difformis
Phanaeus difformis (лат.) — вид навозных жуков рода Phanaeus из семейства Scarabaeidae (триба Phanaeini). Он распространен по всей Мексике и в США (Нью-Мексико, Луизиана, Канзас и Колорадо). Его длина составляет примерно 13-23 миллиметра. Встречается в бассейнах рек и на прибрежных равнинах. Имаго появляются в период с апреля по октябрь. Могут давать гибриды с Phanaeus vindex.